# Parasinilabeo longibarbus
Parasinilabeo longibarbus är en fiskart som beskrevs av Zhu, Lan och Zhang 2006. Parasinilabeo longibarbus ingår i släktet Parasinilabeo och familjen karpfiskar. Inga underarter finns listade i Catalogue of Life.